# Halaelurus maculosus
Halaelurus maculosus és una espècie de peix de la família dels esciliorrínids i de l'ordre dels carcariniformes.

## Morfologia
- Els mascles poden assolir 45,7 cm de longitud total.[5]

## Hàbitat
És un peix marí de clima tropical.

## Distribució geogràfica
Es troba a la costa sud de Java, Bali, Lombok i les Filipines.